# Neoeromene straminiella
Neoeromene straminiella là một loài bướm đêm trong họ Crambidae.